# Quinto Aponio
Quinto Aponio (en latín: Quintus Aponius) fue uno de los comandantes de las tropas romanas al mando de Cayo Trebonio, lugarteniente de Julio César en Hispania. En el 46 a. C., los hombres de Aponio y de otros comandantes de Trebonio se rebelaron.
Aponio fue proscrito por los triunviros en el 43 a. C. y ejecutado.